# Flughafenlounge

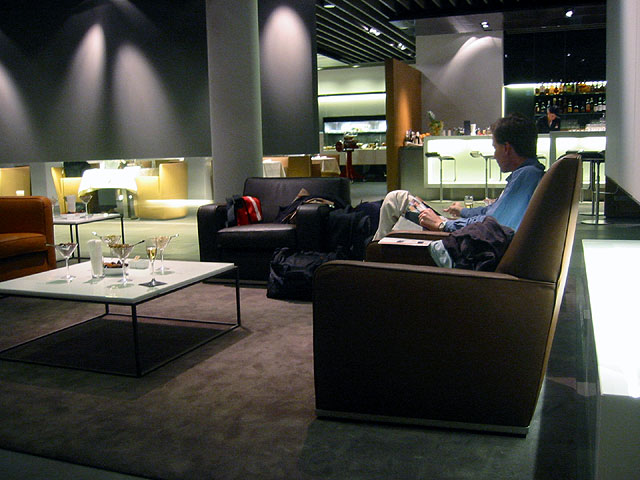
Klassisch: Lufthansa-Lounge in Frankfurt

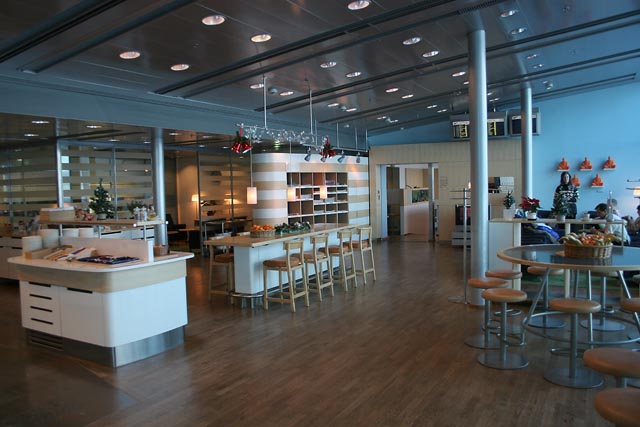
Skandinavisch: SAS Lounge in Helsinki

Eine Flughafenlounge (auch: Airport-Lounge oder Airline-Lounge) ist eine Lounge in einem großen, meist internationalen Verkehrsflughafen. Flughafenlounges dienen ausschließlich einem ausgewählten Kreis von Reisenden, um Wartezeiten zu überbrücken. Der Grund für das Angebot ist eine erweiterte Dienstleistung, z. B. um Fluggäste im Hochpreissegment an eine Fluggesellschaft zu binden. Lounges dienen letztlich auch dem Wettbewerb unter den Fluggesellschaften.
Lounges werden hauptsächlich von Fluggesellschaften, aber auch von Kreditkartenfirmen, selten von Flughäfen und sehr selten von Hotelketten betrieben. Die Kosten für die Inanspruchnahme der Dienstleistungen durch Fluggäste sind in aller Regel in einer Mitgliedschaft inklusive.
Viele große Fluggesellschaften sowie einige Regionalfluggesellschaften haben inzwischen Lounges eingerichtet. Die Lounges der Fluggesellschaften haben teilweise auch Namen (als Produktlinie oder als einzelne Lounge). 

## Ausstattung, Lage
Die Ausstattungen sind sehr unterschiedlich; internationaler Standard ist jedoch eine gediegene und ruhige Atmosphäre mit einer entsprechenden Ausstattung (z. B. Teppiche und Sessel), einem vielfältigen Angebot und Betreuung. Die meisten Lounges verfügen über kleine Schreibtische, Fernsehgeräte, eine große Auswahl an aktuellen Zeitungen und Zeitschriften sowie zum Teil sogar Wäscheservice, Gebetsräume, Duschen, Spas, Schlafmöglichkeiten und ein Getränkeangebot. Teilweise wird zwischen Ankunfts- und Abflugslounges unterschieden. Manche Fluggesellschaften betreiben gemeinsame Lounges oder bezahlen andere Gesellschaften für deren Nutzung durch fremde Fluggäste (insbesondere innerhalb der gleichen Allianz).
Abflugslounges werden, soweit möglich innerhalb des Sicherheitsbereichs in unmittelbarer Nähe zu den Flugsteigen eingerichtet, sodass der Weg zum Flugzeug möglichst kurz ist und die Lounge erst bei Beginn des Boardings verlassen werden muss. Ankunftslounges und einige Abflugslounges befinden sich jedoch außerhalb des Sicherheitsbereichs.
Wenn man die Lounge einer Fluggesellschaft nutzt, obwohl man nicht deren Fluggast ist, ist diese Nähe oft nicht gegeben und man muss für den Weg zum Flugzeug eine große Strecke zurücklegen, gegebenenfalls sogar das Terminal wechseln. Dies ist ein gewichtiger Nachteil sogenannter Airport-Lounge-Programme wie beispielsweise dem Priority Pass.
In letzter Zeit werden die Services einzelner Fluggesellschaften für ihre besten Kunden immer exklusiver:
Einige Fluggesellschaften bieten für ihre Loungebesucher separate Transfers in Luxuslimousinen direkt zu ihrem Flugzeug an. Dies ist namentlich dann der Fall, wenn für Fluggäste der ersten Klasse oder Kunden mit hohem Status separate Terminalgebäude zur Verfügung stehen, wie beispielsweise das Lufthansa First-Class-Terminal in Frankfurt. Auch werden in einigen Lounges die Fluggäste beim Boarding persönlich aufgesucht, in einem kleinen Golf-Wagen durch das Terminal gefahren und bis ins Flugzeug begleitet, wie beispielsweise in der Thai Airways First Lounge im Flughafen Bangkok-Suvarnabhumi.

## Zutrittsberechtigung
Zutritt haben Passagiere, die ein Ticket einer gehobenen Klasse gebucht haben oder einen gehobenen Status in Vielfliegerprogrammen erlangt haben. Innerhalb einer Allianz wird in der Regel Passagieren einer anderen Fluggesellschaft Zutritt gewährt. In kleineren Flughäfen gibt es manchmal nur eine einzige Lounge für alle Passagiere, auch von konkurrierenden Gesellschaften, so beispielsweise in Graz. Einige Lounges fordern Eintrittsgelder. Andere Anbieter gewährleisten über eine (mittelbar) kostenpflichtige Mitgliedschaft oder spezielle Kreditkarten Zutritt zu einer Vielzahl von Lounges, beispielsweise Diners Club, American Express (Platinum), Regus, uniglobetravel und Priority Pass.
Manche Fluggesellschaften bieten unterschiedliche Loungeformate (bei der Lufthansa vier). Generell kann gesagt werden, dass zwischen den einzelnen Lounges große Unterschiede bestehen. Einzelne Lounges bieten nur ein bescheidenes Getränkeangebot und einige Stühle, in anderen Lounges gibt es den besten Champagner, vollwertige À-la-carte-Mahlzeiten und Massage-Service.

## Anbieter
| Lounge-Betreiber             | Name der Lounge                                                                       | Standorte |
| ---------------------------- | ------------------------------------------------------------------------------------- | --- |
| Air Canada                   | Maple Leaf Lounge                                                                     | Calgary, Edmonton, Frankfurt, Halifax, London-Heathrow, Los Angeles, Montréal-Trudeau (3×), New York-LaGuardia, Ottawa, Paris Charles de Gaulle, Québec, Regina, St. John’s, Toronto-Pearson (3×), Vancouver (3×) und Winnipeg |
| Air France                   | La Première lounge                                                                    | Paris-Charles-de-Gaulle |
| Air France                   | Salon Air France KLM                                                                  | Berlin-Tegel, Frankfurt, Genf, München Paris-Charles-de-Gaulle (3×), Paris-Orly Stuttgart, Wien-Schwechat |
| Aer Lingus                   |                                                                                       | |
| Air Malta                    | La Valette Executive Lounge                                                           | Malta |
| Air New Zealand              | Koru Club                                                                             | Auckland, Wellington, Christchurch, Dunedin, Hamilton Regional, Invercargill Regional, Napier Regional, Nelson Regional, New Plymouth Regional, Palmerston North Regional und Queenstown Regional |
| Air New Zealand              | International Lounge                                                                  | Auckland, Brisbane, Christchurch, Los Angeles, Melbourne, Nadi, Rarotonga, Sydney, Wellington |
| Alaska Airlines              | Board Room                                                                            | Anchorage, Los Angeles, Portland (PDX), San Francisco, Seattle/Tacoma und Vancouver (Kanada) |
| All Nippon Airways           | Club ANA                                                                              | |
| All Nippon Airways           | Sky Lounge                                                                            | |
| American Airlines            | Admirals Club                                                                         | Atlanta, Austin, Bogotá, Boston, Buenos Aires, Caracas, Chicago-ORD (2), Dallas/Ft. Worth (4), Denver, Frankfurt, Honolulu, Kansas City, London-LHR, Los Angeles, Mexiko-Stadt, Miami (2), Newark, New York-JFK (2), New York-LGA, Orange County, Panama-Stadt, Paris-CDG, Philadelphia, Raleigh-Durham, Rio de Janeiro, San Diego, San Francisco, San Jose, Santiago de Chile, Santo Domingo, São Paulo, St. Louis, Tokio-Narita, Toronto, Washington-Dulles und Flughafen Washington-Reagan |
| American Airlines            | The Flagship Lounge                                                                   | Chicago, Los Angeles, New York-JFK und London-LHR |
| Austrian Airlines            | Senator                                                                               | Wien |
| Austrian Airlines            | Business Class                                                                        | Wien, Moskau-DME |
| Biman Bangladesh Airlines    | Maslin Lounge                                                                         | Dhaka |
| British Airways              | Terraces Lounge                                                                       | Amsterdam, Athen, Atlanta, Berlin-Tegel, Birmingham, Boston, Bristol, Budapest, Chicago-O’Hare, Dubai, Düsseldorf, Edinburgh, Frankfurt, Genf, Glasgow, Hamburg, Istanbul, Jersey, Johannesburg, Kapstadt, Kopenhagen, London-Gatwick (2), London-Heathrow (5), Manchester, Mailand-Malpensa, Miami, Mumbai, Newcastle, New York-JFK, San Francisco, Seattle/Tacoma, Tokio-Narita und Oslo |
| Cathay Pacific               |                                                                                       | |
| China Airlines               | Dynasty Lounge                                                                        | Bangkok-Suvarnabhumi, Fukuoka, Hongkong, Honolulu, Kaoshiung, Kuala Lumpur, Los Angeles, Okinawa, Singapur, San Francisco und Taipeh |
| Emirates                     |                                                                                       | Auckland, Bangkok, Birmingham, Brisbane, Colombo, Delhi, Dubai (5), Düsseldorf, Frankfurt, Glasgow, Hamburg, Hongkong, Istanbul, Johannesburg, Kuala Lumpur, London-LGW, London-LHR, Los Angeles, Manchester, Melbourne, Mailand, München, New York-JFK, Paris-CDG, Peking, Perth, San Francisco, Schanghai-PVG, Singapur, Sydney, Tokio-NRT und Zürich |
| Etihad Airways               | Diamond                                                                               | Abu Dhabi |
| Etihad Airways               | Pearl Zone                                                                            | Abu Dhabi |
| EVA Air                      | Evergreen Lounge                                                                      | Taipeh und Fukuoka |
| Gulf Air                     |                                                                                       | Abu Dhabi, Bahrain, Dubai, London-LHR und Maskat |
| Hawaiian Airlines            | Premier Club                                                                          | Honolulu, Kahului, Kona, Lihue, Hilo, Los Angeles und Pago Pago |
| Iberia                       | Salas VIP                                                                             | Barcelona, Frankfurt, Las Palmas, Málaga und Madrid |
| Icelandair                   | Business Class Lounge                                                                 | Keflavik |
| Iran Air                     |                                                                                       | Teheran |
| Japan Airlines               | Honolulu, Osaka-Kansai, Tokio                                                         | |
| KLM                          |                                                                                       | Amsterdam und Glasgow |
| Lufthansa                    | First Class Lounge                                                                    | Frankfurt (First Class Terminal, First Class Lounges), München (First Class Lounge), New York-JFK (First Class Wining & Dining) |
| Lufthansa                    | Senator Lounge                                                                        | Berlin, Düsseldorf, Frankfurt, Hamburg, Hannover, München, Athen, Paris-Charles de Gaulle, Mailand-Malpensa, Atlanta, Boston, Detroit, Dubai, Mumbai, New York-Newark, New York-John F. Kennedy, Washington-Dulles |
| Lufthansa                    | Business Lounge                                                                       | Athen, Berlin-Tegel, Düsseldorf, Frankfurt, Hamburg, Hannover, München, Stuttgart, Paderborn-Lippstadt, Mailand-Malpensa, Paris-Charles de Gaulle, Boston, Detroit, Dubai, Mumbai, New York-JFK, Washington |
| Lufthansa                    | Welcome Lounge                                                                        | Frankfurt (Arrival Lounge) |
| Luxair                       | Courtesy Lounge, Schengen Lounge und Luxair Lounge                                    | Luxemburg |
| Philippine Airlines          | Mabuhay Lounge                                                                        | Manila |
| Qantas Airways               | Qantas Club                                                                           | Frankfurt, London, Bangkok-Suvarnabhumi, Hongkong, Singapur, Tokio, Brisbane, Melbourne, Perth, Sydney, Honolulu, Los Angeles, Buenos Aires, Noumea |
| Qantas Airways               | Domestic Lounge                                                                       | Adelaide, Cairns, Alice Springs, Brisbane, Canberra, Darwin, Hobart, Melbourne, Perth, Sydney, Townsville |
| Scandinavian Airlines System | Scandinavian Lounge                                                                   | |
| Scandinavian Airlines System | Business Lounge                                                                       | Brüssel, Kopenhagen, Göteborg, Helsinki, London-LHR, Oslo, Paris und Stockholm |
| Singapore Airlines           | Silver Kris Lounge                                                                    | Adelaide, Amsterdam, Bangkok-Suvarnabhumi, Brisbane, Hong Kong, Kuala Lumpur, London, Los Angeles, Manila, Melbourne, Osaka-Kansai, Penang, Perth, San Francisco, Seoul, Shanghai, Singapur, Taipeh und Tokio-Narita |
| South African Airways        | Cycad First Class Lounge                                                              | Johannesburg (O.R.Tambo), Kapstadt |
| South African Airways        | Baobab Business Class Lounge                                                          | Johannesburg (O.R.Tambo), Kapstadt, Durba, Port Elizabeth, East London, Harare, Lusaka |
| SriLankan Airlines           | Business Class Lounge                                                                 | Colombo |
| Swiss                        | Swiss FIRST Lounge                                                                    | Zürich, Genf |
| Swiss                        | Swiss Senator Lounge                                                                  | Zürich, Genf |
| Swiss                        | Swiss Business Lounge                                                                 | Zürich, Genf, Basel, Chicago, New York |
| Swiss                        | Swiss Arrival Lounge                                                                  | Zürich (nur bis 13:00 Uhr geöffnet) |
| Thai Airways International   | Royal Executive and Royal Orchid Lounge (zwei Namen, dasselbe Angebot)                | |
| Thai Airways International   | Royal FIRST Lounge                                                                    | |
| Thai Airways International   | Royal SPA (Zutritt nur für Thai Airways Fluggäste, nicht aber für Star Alliance GOLD) | |
| Turkish Airlines             | CIP Lounge                                                                            | Istanbul-Atatürk |
| United Airlines              | Red Carpet Club                                                                       | Atlanta, Baltimore-Washington, Bangkok-Suvarnabhumi, Boston, Buenos Aires, Chicago-ORD, Dallas/Ft. Worth, Denver, Hong Kong, Honolulu, Los Angeles, Melbourne, Mexiko-Stadt, Minneapolis/St. Paul, Newark, New York-JFK, New York-LGA, Orange County, Orlando, Osaka, Paris-CDG, Philadelphia, Phoenix, Portland (PDX), San Diego, San Francisco, São Paulo, Seattle/Tacoma, Sydney, Tokio-Narita, Washington-Dulles und Washington-Reagan                                                    |
| United Airlines              | United FIRST International Lounges an ausgewählten Flughäfen                          | |
| Virgin Atlantic Airways      | Clubhouse                                                                             | Boston, Hongkong, Johannesburg, London-Gatwick, London-Heathrow, Los Angeles Newark, New York-JFK, San Francisco, Washington-Dulles, |
| Virgin Atlantic Airways      | Revivals lounge                                                                       | London-Heathrow |
| Virgin Australia             | The Lounge                                                                            | Brisbane, Melbourne und Sydney |

## Sonstiges
Im englischen Sprachgebrauch ist mit einer (airport) lounge auch eine Wartehalle im Flughafen gemeint, die allen Fluggästen zur Verfügung steht und vom Flughafenbetreiber bereitgestellt wird.
Sehr große Flughäfen bieten auch Lounges für Piloten an.